# Bettainvillers
Bettainvillers település Franciaországban, Meurthe-et-Moselle megyében. Lakosainak száma 386 fő (2022. január 1.). Bettainvillers Avril, Tucquegnieux és Val de Briey községekkel határos.

## Népesség
A település népességének változása:
| Lakosok száma | 209  | 187  | 155  | 194  | 275  | 356  | 391  | 401  | 410  | 386  |
|               | 1968 | 1982 | 1999 | 2006 | 2011 | 2015 | 2017 | 2018 | 2020 | 2022 |